# 决死三纵队二十五、三十八团团部旧址
决死三纵队二十五、三十八团团部旧址，位于山西省长治市沁源县灵空山镇下兴居村，是一处山西省文物保护单位。
2016年6月6日，决死三纵队二十五、三十八团团部旧址公布为第五批山西省文物保护单位，年代为民国二十九年(1940)，近现代类，编号5-157。